# Bouwfonds Informatica
Met Bouwfonds Informatica speelde het Bouwfonds Nederlandse Gemeenten een belangrijke rol in de Nederlandse IT-sector tussen 1985 en 1991.

## Bouwfonds
Het Bouwfonds Nederlandse Gemeenten werd na de Tweede Wereldoorlog opgericht ter bevordering van de woningbouw. De aandelen waren in handen van de Nederlandse gemeenten tot die in 1999 werden overgenomen door ABN/Amro.

## Automatisering
In de jaren 70 werd het Bouwfonds ook actief op het gebied van gemeentelijke automatisering met haar dochter Informatiseringsfonds Nederlandse Gemeenten. Deze dochter boekte onvoldoende succes en daarom besloot het bestuur van het Bouwfonds om een serieuze eigen IT acitviteit op te starten onder de naam Bouwfonds Informatica. Binnen enkele jaren werden Data Process, L+T Informatica en Eniac overgenomen en werd Henk Huisman benoemd tot bestuursvoorzitter, later geassisteerd door Frans van Stiphout.

## Verkoop aandelen aan RCC
In 1991 besefte het Bouwfonds dat IT geen kernactiviteit was en daarom werd Bouwfonds Informatica verkocht. Aanvankelijk leek Multihouse de beste papieren te hebben, maar uiteindelijk zegevierde het Rijkscomputercentrum (RCC) dat later onder de naam Pinkroccade naar de beurs ging en vervolgens zelf werd overgenomen door Getronics.